# Refuge de Carozzu
Le refuge de Carozzu est un refuge situé en Corse dans le massif du Monte Cinto sur le territoire de la commune de Calenzana, dans la haute vallée de la Figarella.

## Caractéristiques
Le refuge est bâti sur une pente boisée à 1 270 m d'altitude, en amont du cirque de Bonifatu, au confluent des vallées du Lamitu et de Spasimata. Il est accessible toute l'année mais gardé seulement de mai ou juin à septembre ou octobre. Les dates d'ouverture et de fermeture n'étant pas définies à l'avance, il faut se renseigner sur le site du parc naturel régional de Corse pour obtenir les informations exactes.

## Historique
Après l'ouverture du GR20 en 1975, l'absence de solution d'hébergement entre Calenzana et la vallée d'Asco a motivé la construction d'un refuge à proximité d'une bergerie abandonnée. Ce « refuge de Spasimata » d'une capacité de 24 places au début des années 1980 a ensuite été rebaptisé « Carozzu », du nom d'un sommet et d'une bergerie proches, réaménagé et complété de bâtiments annexes (hélisurface, locaux techniques et sanitaires). Il doit faire l'objet d'une réhabilitation et extension à partir de 2021.
Le refuge de Carozzu a été le théâtre d'un accident d'hélicoptère le 27 mai 2000.

## Accès
Ce refuge est accessible à pied par le GR20 dont il constitue l'unique lieu d'hébergement entre le refuge de l'Ortu di u Piobbu et la vallée d'Asco (refuge et station de ski). Une randonnée facile depuis la maison forestière de Bonifatu permet également de le rejoindre en 2 h 30 min environ.

## Dans la culture
Plusieurs scènes du film Les Randonneurs, une comédie de 1997 avec Benoît Poelvoorde et Karin Viard, ont été tournées dans ce refuge.

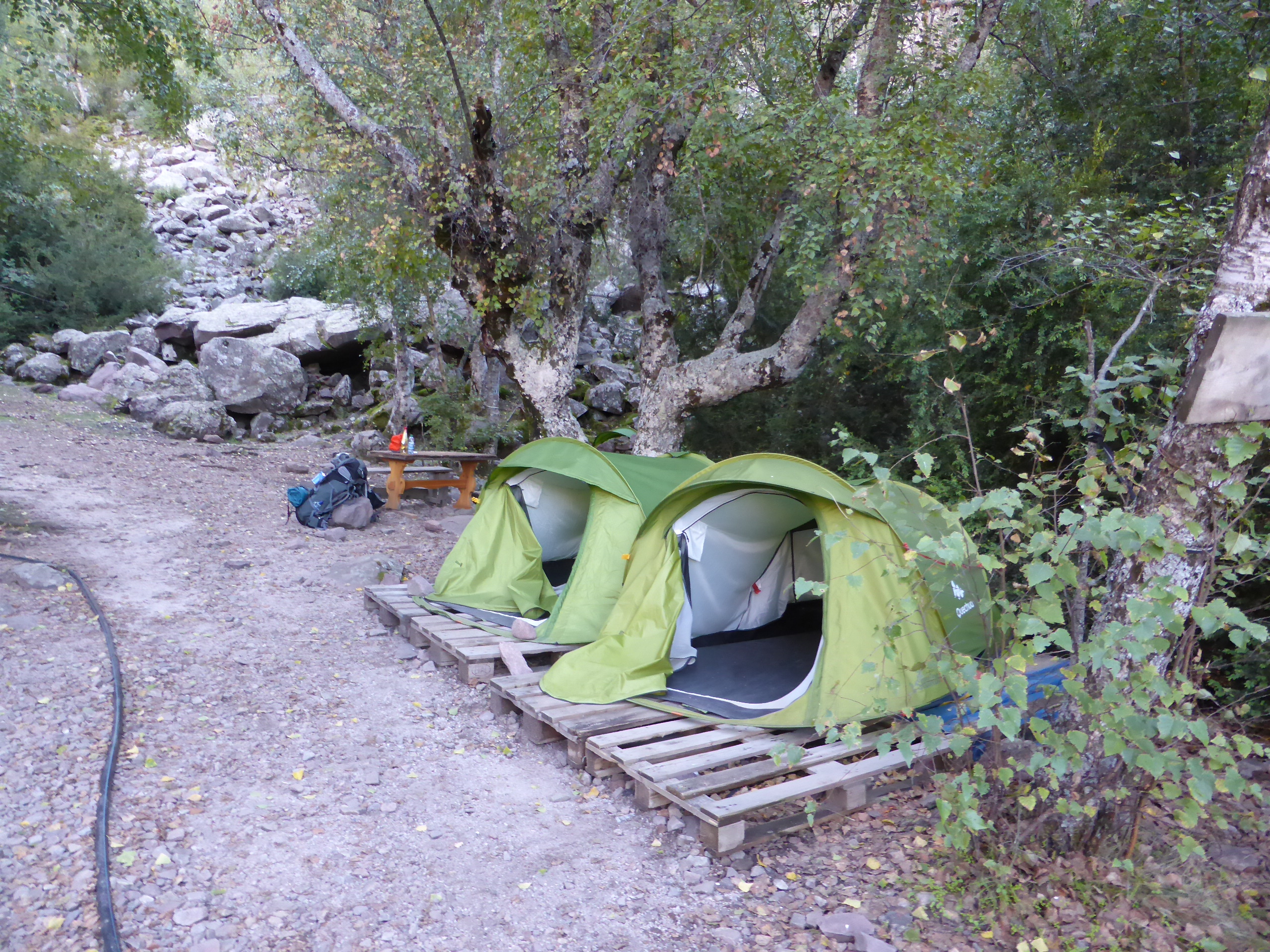
Zone de bivouac au refuge de Carozzu
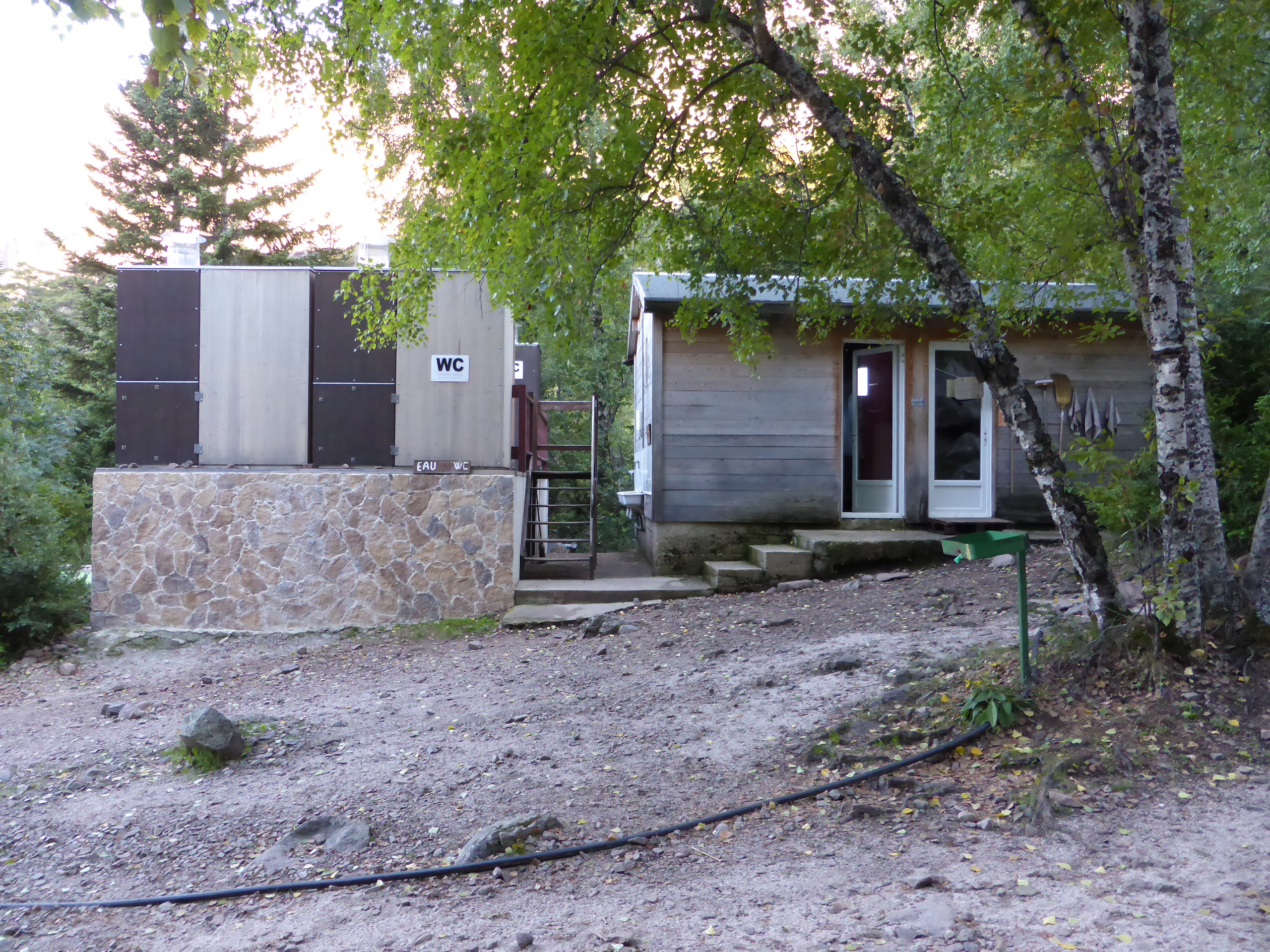
Toilettes et annexe au refuge de Carozzu
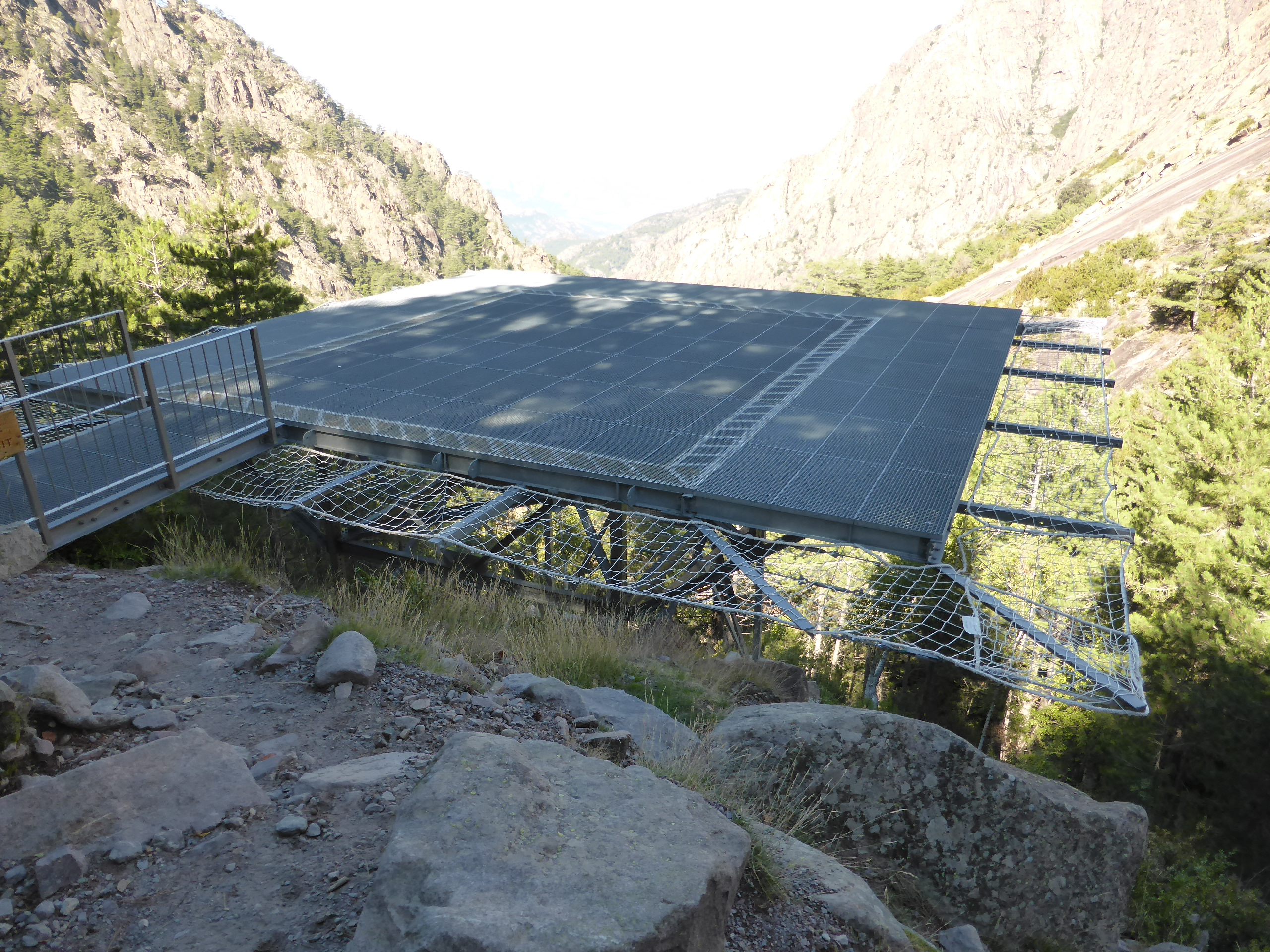
L'hélisurface du refuge de Carozzu